# 레더헤즈
《레더헤즈》(영어: Leatherheads)는 2008년 공개된 미국의 스포츠 코미디 영화이다.

## 줄거리
1925년 프로 미식축구팀 덜루스 불도그스의 주장 지미 "도지" 코널리는 프로 축구가 존폐 위기에 놓이자 팀을 살리기 위해 고군분투한다. 그는 제1차 세계 대전 영웅으로 명성을 떨치고 있는 프린스턴 대학교의 축구 스타 카터 "더 불릿" 러더퍼드를 영입하여 축구의 인기를 되살리려 한다.
한편 시카고 트리뷴 기자 렉시 리틀턴은 카터의 전쟁 영웅담이 거짓이라는 증거를 찾으라는 임무를 받는다. 하지만 렉시는 곧 도지와 카터 사이에서 삼각관계에 놓이게 된다. 어느 날 카터는 자신이 순전히 실수로 독일 육군 부대가 항복하게 만들었다는 진실을 고백한 뒤 렉시의 진짜 목적과 그녀와 도지가 키스했다는 사실을 알게 된다. 자신을 두고 이들이 벌이는 감정 싸움에 질린 렉시는 카터의 매니저가 협박하자 되레 자극을 받아 특종 기사를 내보내기로 결심한다.
기사가 공개되자 카터는 비난에 직면하고, 그의 매니저는 이를 무마하기 위해 거짓 증언을 매수하는 등 부정한 수단을 동원한다. 도지는 프로 축구를 합법화하려 노력하고, 의회가 임명한 리그 회장은 즉흥적인 꼼수를 없애고 경기 규칙을 공식화한다. 또한 회장은 카터 논란을 해결하여 축구에 새로운 방향을 제시하려 한다.
세상이 렉시에게서 등을 돌리자 도지는 계략을 꾸며 비공개 청문회가 열린 회장 사무실에 난입한다. 그는 카터에게 영웅담의 실체를 아는 옛 전우들이 밖에서 기다리고 있다고 위협한다. 이들은 사실 빌린 군복을 입은 불도그스 선수들이지만 압박을 받은 카터는 진실을 고백하고, 렉시에게 정정 보도를 요구하던 회장은 이를 철회한다. 카터는 그간 공적을 너무 홀로 독차지해왔다고만 말할 것과 급여의 반을 재향 군인회에 기부할 것을 명령 받는다. 또한 카터의 매니저는 축구계에서 제명된다. 도지는 다음 경기에서 예전처럼 엉뚱한 수법을 쓰면 리그에서 퇴출될 것이라는 경고를 받는다.
도지는 마지막 경기에 출전하여 시카고 팀으로 이적한 카터와 다시 한번 대결한다. 렉시를 차지하려는 이들의 경쟁심은 경기장으로 이어진다. 경기가 잘 풀리지 않자 도지는 다시 규칙을 무시한 축구를 하기로 결심한다. 난투극이 벌어진 후 도지가 사라지고, 진흙투성이가 된 선수들은 누가 누군지 분간할 수 없게 된다. 시카고 팀이 공을 가로채 승리한 듯 보인 순간 공을 쥔 선수에게 물을 뿌려 진흙을 걷어내자 이는 시카고 선수로 위장한 도지로 밝혀진다. 도지의 터치다운으로 불도그스가 승리한다.
카터는 도지에게 이로써 도지의 축구 선수 생활은 끝났다고 말하고 도지는 이에 수긍한다. 카터가 자신의 독일군 생포에 관한 진실된 이야기를 신문에 알릴 것이라고 하자 도지는 미국은 영웅이 필요하다며 반박한다. 도지와 카터는 다시 사이가 좋아진 상태에서 헤어진다.
경기 후 도지는 렉시와 만나 함께 모터사이클을 타고 석양 속으로 떠난다. 엔딩 크레디트에서 도지와 렉시의 결혼, 카터의 재향 군인회 기부, 카터의 전 매니저가 베이브 루스와 루 게릭을 새로운 고객으로 삼은 모습이 나온다.

## 출연
- 조지 클루니 - 지미 "도지" 코널리 역
- 러네이 젤위거 - 렉시 리틀턴 역
- 존 크러진스키 - 카터 러더퍼드 역
- 조너선 프라이스 - CC 프레이저 역
- 피터 게러티 - 회장 피트 하핀 역
- 잭 톰프슨 - 하비 역
- 스티븐 루트 - 서즈 역
- 웨인 듀발 - 코치 프랭크 퍼거슨 역
- 키스 로너커 - 빅 거스 역
- 로버트 베이커 - 스텀프 역
- 맷 부셜 - 컬리 역
- 맬컴 굿윈 - 베이크스 역
- 팀 그리핀 - 랠프 역
- 토미 힝클리 - 하드레그 역
- 닉 파오네사 - 줌 역
- 맥스 카셀라 - 맥 스타이너 역
- 마이크 오맬리 - 미키 역
- 헤더 골든허시 - 벌린다 / 플래퍼 역
- 제러미 래치퍼드 - 에디 역
- 빌 로버슨 - 던 씨 역
- 블레이크 클라크 - 시카고 심판 역
- 메리언 셀더스 - 점원 역
- 랜디 뉴먼 - 피아노 연주자 역
- J.D. 컬럼
- 대니 빈슨
- 딜런 커스먼
- 론 클린턴 스미스
- 존 매코널
- 그랜트 헤슬로브
- 데이비드 패스쿠에이지
- 랜스 바버

## 기타 제작진
- 배역: 엘런 체노웨스
- 미술: 짐 비슬
- 세트: 잰 패스칼
- 의상: 루이즈 프로글리